# Рудник Гара-Джебілет
Рудник Гара-Джебілет (Gara Djebilet) – гірничодобувне підприємство на заході Алжиру, призначене для видобутку залізної руди.
Родовище Гара-Джебілет відкрили ще в 1952 році. Воно має великі ресурси – щонайменше 1,2 млрд тон руди із середнім вмістом заліза 56% (за стандартом JORC, при цьому можливо зустріти й більш високі оцінки) та придатне до відкритої експлуатації, оскільки пласт руди завтовшки 12 метрів знаходиться на глибині менше одного метра (за виключенням північної частини родовища. Втім, розробці тривалий час перешкоджало розташування (глибоко в пустелі Сахара в районі з відсутністю залізничної інфраструктури) та високий вміст фосфору в руді, що становить від 0,8% до 1%. 
В 1972-му Алжир уклав з Марокко угоду щодо Гара-Джебілет, яка передачала вивіз руди через марокканську територію до порту на Атлантичному океані, проте цей проект ніколи не реалізувався.
Влітку 2022-го оголосили про початок експлуатаційних робіт на руднику Гара-Джебілет. Первісно видоубток має складати 2 – 3 млн тон на рік із вивозом продукції автомобільним транспортом. В подальшому від родовища мають прокласти залізничну лінію довжиною 950 км до Абадли (дещо південніше від Бешар), де вона під’єднається до вже існуючої системи. Поява залізничного транспорту має надати теоретичну можливість довести видобуток на руднику до 40 – 50 млн тон на рік. Втім, станом на 2023-й все ще велись дослідження щодо технології дефосфоризації руди Гара-Джебілет, при цьому в Бешарі виділили земельні ділянки турецькій Tosyali (має в Алжирі металургійний комбінат в Арзу), що спробує виготовляти тут концентрат, та китайському консорціуму, який анонсує спорудження металургійного заводу.
Розробку Гара-Джебилет організовують через Société Nationale du Fer et de l’Acier (Feraal), засновниками якої виступили IMETAL (35%), Manal (25%), Groupe Industriel des Ciments d’Algérie (20%) та нафтогазова Sonatrach (20%).